# Nathalie...
Nathalie... – francuski dramat filmowy z 2003 roku w reżyserii Anne Fontaine. Zdjęcia kręcono w Paryżu oraz we Franconville (Dolina Oise).
Film stał się podstawą scenariusza filmu Chloe (2010), amerykańskiego remake'u w reżyserii Atoma Egoyana, w którym rolę tytułową zagrała Amanda Seyfried.

## Opis fabuły
Główna bohaterka, Catherine (Fanny Ardant) odkrywa, że jej mąż (Gérard Depardieu) ją zdradza. Kobieta postanawia wynająć prostytutkę do romansu z jej mężem.

## Obsada
- Fanny Ardant jako Catherine
- Emmanuelle Béart jako Nathalie / Marlène
- Gérard Depardieu jako Bernard
- Wladimir Yordanoff jako François
- Judith Magre jako matka Catherine
- Rodolphe Pauly jako syn Catherine
- Évelyne Dandry jako Barfrau